# میا هام
ماریِل مارگارت هام (به انگلیسی: Mariel Margaret Hamm) (زاده ۱۷ مارس ۱۹۷۲)، بازیکن بازنشسته پرآوازه فوتبال اهل ایالات متحده است.

## زندگینامه

### زندگی ورزشی
او سالهای زیادی به عنوان فوروارد در تیم ملی فوتبال زنان ایالات متحده آمریکا بازی کرد و یکی از اعضای بنیان‌گذار واشنگتن فریدام بود.
میا هام بیشترین تعداد گل زده در بازیهای بین‌المللی را بین تمام بازیکنان فوتبال زن و مرد در کارنامه خود دارد (۹۸۳ گل).
مار هام چهره‌ای شاخص در ورزش کنانان است.

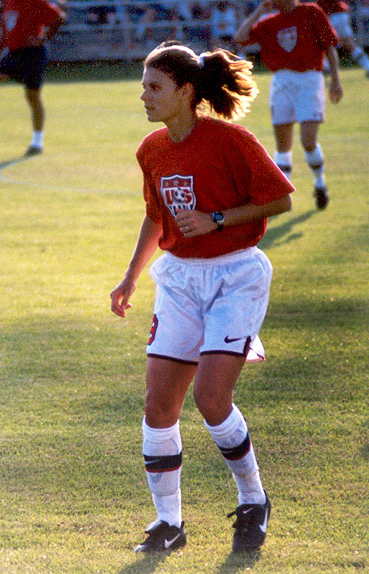
هام در حال گرم کردن پیش از یک بازی، ۱۹۹۸